# Gadingmangu
Gadingmangu is een bestuurslaag in het regentschap Jombang van de provincie Oost-Java, Indonesië. Gadingmangu telt 8464 inwoners (volkstelling 2010).